# 四国地方の乗合バス事業者
四国地方の乗合バス事業者（しこくちほうののりあいバスじぎょうしゃ）は、四国地方で乗合バス事業を営む（または、過去に営んでいた）事業者の一覧。
- 本社局のある地点により掲載を行っている。
- 当一覧の掲載対象とする事業者は、以下の通りとする。
  1. 道路運送法第4条許可による「一般乗合旅客自動車運送事業」を行う事業者（自治体バスの内、公営バスも含む）
  2. 2006年10月の道路運送法改正以前に21条許可による貸切代替バス（いわゆる21条バス）運行を行っていて、改正後も運行を続けている、いわゆる「みなし4条バス」事業者
- 以下の事業者は、掲載対象外とする。
  1. 自家用自動車（白ナンバー車）による有償運送での運行事業者
    - 80条バス運行事業者については、80条バス運行事業者一覧に記載すること。
    - コミュニティバスについては、日本のコミュニティバス一覧に記載すること。
    - デマンド型交通のデマンドバス

  2. 乗合タクシー（乗車定員10名以下）のみを運行する事業者
    - 乗合タクシー運行事業者については、日本の乗合タクシー運行事業者一覧に記載すること。
- ▲印は会社事情（倒産・廃業・経営譲渡・吸収合併・民間移譲など）によりバス事業を終了した事業者

## 徳島県
※徳島運輸支局管内に本社局のある事業者
- 徳島バス
  - ▲鳴門市企業局運輸事業課（鳴門市営バス、2013年民間移譲）
  - ▲小松島市運輸部（小松島市営バス、2015年民間移譲）
- 徳島バス阿南
- 徳島バス南部
- 四国交通（徳島バスの子会社）
- 徳島市交通局（徳島市営バス）
- 海部観光（新高速乗合バス「マイ・エクスプレス」）
  - フロンティアK
- 阿佐海岸鉄道

## 香川県
※香川運輸支局管内に本社局のある事業者
- ジェイアール四国バス（本社は香川県だが高速ではない路線バスは愛媛県内と高知県内で運行）
- ことでんバス（高速バスは四国高速バスが運行）
- 四国高速バス（高松琴平電気鉄道(ことでん)の持分法適用会社で高速バス専業）
- 高松エクスプレス（愛称はフットバスで高速バス専業）
- マルイ観光バス（高松市、高松市コミュニティバスの受託運行）
- 鬼ヶ島観光自動車（高松市、観光に特化したバス路線）
- 小豆島オリーブバス
- 大川自動車
- 琴参バス（大川自動車の子会社）
  - ▲琴平参宮電鉄（2009年琴参バスに譲渡、特別清算）
- 琴空バス（飛行機のダイヤに合わせた高松空港発着の路線バス、琴平参宮電鉄（現在の琴参バス）から高松空港連絡特急バスを移管）
- あさひ交通（綾歌郡綾川町営バスの受託運行）
- 琴平バス （新高速乗合バス「コトバスエクスプレス」）

## 愛媛県
※愛媛運輸支局管内に本社局のある事業者
- 伊予鉄バス
- 伊予鉄南予バス
- 瀬戸内運輸（せとうちバス、伊予鉄道の関連会社）
  - ▲今治市営バス（戦時統合により1942年に瀬戸内商船へ統合）
  - ▲新居浜市公営企業局交通課（市営バス、1965年に民間移譲）
- 瀬戸内海交通（瀬戸内運輸の関連子会社）
- せとうち周桑バス（瀬戸内運輸の関連子会社）
- 宇和島自動車（宇和島バス）
- 中島汽船（航路のほか松山市の中島本島内で路線バスを運行）
- 瀬戸内しまなみリーディング（しまなみバス、旧・しまなみバス開発。本社は今治市。高速バスのみ運行）
- いずみ観光（空港リムジンバスを運行）
- 肱南観光バス（空港リムジンバスを運行）

## 高知県
※高知運輸支局管内に本社局のある事業者
- とさでん交通
  - ▲高知県交通（2014年にとさでん交通に譲渡、特別清算）
  - ▲土佐電気鉄道（2014年にとさでん交通に譲渡、特別清算）
  - ▲土佐電ドリームサービス（2014年にとさでん交通に譲渡、解散）
- 県交北部交通（とさでん交通のグループ会社）
- 嶺北観光自動車
- 高知高陵交通（とさでん交通のグループ会社）
- 四万十交通
- 高知西南交通（とさでん交通のグループ会社）
- 高知東部交通（とさでん交通のグループ会社）
- 高知駅前観光（飛行機のダイヤに合わせた高知空港発着の空港連絡バス、新高速乗合バス「スマイルライナー」）
- 黒岩観光（高岡郡佐川町）